# Seseña
Seseña és un municipi de la província de Toledo, a la comunitat autònoma de Castella la Manxa. Està format pels nuclis de Seseña (Seseña Viejo), La Estación, Seseña Nuevo, (situat a 4 quilòmetres del nucli principal), Vallegrande, que es troba separat de Seseña Nou per l'autovia d'Andalusia (A4) i El Quiñón, on se situa el Residencial Francisco Hernando, que amb 13.500 nous habitatges es convertirà en el major nucli de població del municipi i està situat al costat dels límits municipals de Valdemoro, Ciempozuelos, Aranjuez, Esquivias i Borox. Pertany a la comarca de la Sagra.